# Nolana lachimbensis
Nolana lachimbensis är en potatisväxtart som beskrevs av Michael O. Dillon och Luebert. Nolana lachimbensis ingår i släktet cymbalblommor, och familjen potatisväxter. Inga underarter finns listade i Catalogue of Life.